# The Forbidden Path

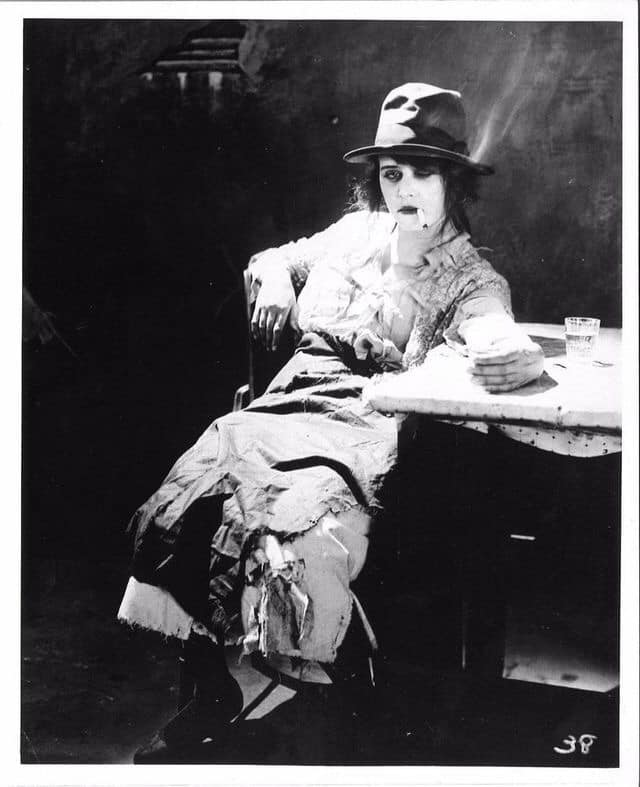
Theda Bara em The Forbidden Path

The Forbidden Path é um filme mudo norte-americano de 1918, do gênero drama, dirigido por J. Gordon Edwards e estrelado por Theda Bara.

## Elenco
- Theda Bara como Mary Lynde
- Hugh Thompson como Robert Sinclair
- Sidney Mason como Felix Benavente
- Walter Law como Sr. Lynde
- Florence Martin como Barbara Reynolds
- Wynne Hope Allen como Sra. Lynde
- Alphonse Ethier como William Sinclair
- Lisle Leigh como Sra. Byrne
- Reba Porter como Tessie Byrne

## Status de conservação
O filme atualmente é considerado perdido.

## Enredo
Mary Lynde (Theda Bara), uma garota jovem e inocente, que não sabe as artimanhas dos homens posa para o artista Felix Benavente (Sidney Mason), conhece Robert Sinclair (Hugh Thompson) que não tem problemas em seduzi-la e ela logo engravida. O cafajeste Sinclair a trai e a abandona e seu severo pai também não está satisfeito com a pobre Mary. A morte de seu bebê faz com que ela afunde nas profundezas mais baixas, onde é encontrada por Felix em sua busca por um modelo que represente o fim do caminho da má escolha. A aparição de Sinclair e sua noiva no estúdio traz a Mary um desejo de vingança e ela força Sinclair a instalá-la em um apartamento e atender seu desejo interminável por dinheiro. Para isso, Sinclair é obrigado a roubar e, com provas de seu crime, Mary o faz prometer se casar com ela. Mas na manhã do casamento, Maria vem à igreja e conta tudo. Sinclair parte em desgraça e Felix vai consolar a pobre Mary.